# Адолф фон Шаумбург
Адолф фон Шаумбург (на немски: Adolf von Schaumburg, von Schauenburg; * 19 януари 1511; † 20 септември 1556, Брюл) е като Адолф XIII граф на Холщайн-Шаумбург и Холщайн-Пинеберг (1531 – 1544), като Адолф III курфюрст и архиепископ на Кьолн (1547 – 1556).

## Живот
Той е третият син на граф Йобст I фон Шаумбург (1483 – 1531) и съпругата му графиня Мария фон Насау-Диленбург (1491–1547), дъщеря на граф Йохан V фон Насау и Елизабет фон Хесен-Марбург. Брат е на Антон (1517 – 1558), архиепископ на Кьолн (1557 – 1558), Ото IV (ок. 1517 – 1576), княжески епископ на Хилдесхайм (1531 – 1537), Вилхелм († 1580), каноник в Хилдесхайм, и Ерих († 1565), каноник в „Св. Гереон“ в Кьолн.
Адолф е кръстен на 3 февруари 1511 г. През 1522 г. той започва да следва в Льовен, през 1528 г. става духовник в Лиеж, 1529 г. каноник в Майнц и 1533 г. в „Св. Гереон“ в Кьолн.
През 1531 г. баща му умира и Адолф поема управлението на Графство Шаумбург и опекунството над по-малките му братя и сестри. На 21 април 1544 г. той се отказва в полза на вече 25-годишния му брат Ото IV. Същата година той поема също и опекунството за графовете на Насау-Орания.
На 17 декември 1533 г. кьолнският катедрален капител избира Адолф за коадютор на архиепископство Кьолн, свързано с наследяването на архиепископ Херман V фон Вид като обещава за една година да бъде ръкоположен за свещеник и епископ. Папа Павел III освобождава на 3 юли 1546 г. архиепископ Херман V фон Вид и номинира Адолф за администратор на архиепископството. На 24 януари 1547 г. Адолф е въведен от катедралния капител като архиепископ. На 3 май 1547 г. в Кьолн той е ръкоположен за свещеник. Веднага забранява проповедите на протестантските предигти в своята диоцеза. На 8 април 1548 г. по време на Райхстагското събрание в Аугсбург с присъствието на император Карл V той е помазан за епископ от кардинал Ото фон Валдбург.
През 1551 г. той участва активно в Трентския събор. Адолф фон Шаумбург умира в неделя на 20 септември 1556 г. в Брюл и е погребан в Кьолнската катедрала. Брат му Антон фон Шаумбург става следващият архиепископ на Кьолн.